# Las Cifras de la Mano de Goya

## Introducción
La lámina de Las Cifras de la Mano de Francisco de Goya, el reconocido pintor español, se considera uno de los posibles antecedentes del lenguaje de signos. La obra fue catalogada en 1923. Se trata de un grabado elaborado a través de pluma en un papel ocre de 24 x 40 cm. En él aparecen veinte bocetos en negro de una mano derecha llevando a cabo diferentes gestos y movimientos con los dedos.
No se puede afirmar que éste sea el origen del lenguaje de signos, puesto que este mecanismo se utilizaba anteriormente por varias comunidades sordas. Pero a finales del siglo XVIII y principios del XIX se despertó un gran interés por la educación de las personas sordas.

## El lenguaje de signos
La lengua de signos se trata de una lengua viso-gestual, que no tiene el sonido como preferencia comunicativa, sino que el emisor se comunica a través de movimientos de las manos, el cuerpo y expresiones faciales. Es utilizada normalmente por personas que pertenecen a la comunidad sorda, formada tanto por personas sordas como por los oyentes que comparten dicha lengua, es decir, los intérpretes y familiares.
Es el resultado de la adaptación del ser humano a ciertas circunstancias y retos en los que se ve involucrado, ya bien sea al inicio, en aquellas personas que carecen de este sentido al nacer o a lo largo de su vida debido a diferentes causas. Estas necesidades propiciaron la creación de un conjunto de reglas para la comunicación y el desarrollo de estas personas en sociedad. Lo que ahora se considera un derecho fundamental, siglos atrás resultaba muy complicado que lo fuera. Por ello en España hasta el 24 de octubre de 2007 no fue reconocida como lengua oficial del país.
Es posible que sea la forma de comunicación más antigua y su aparición prácticamente es imposible de documentar. Por eso han surgido varias teorías. Según Mª Ángeles Rodríguez González, primera persona que llevó a cabo una tesis sobre este tema en España, en su libro Lenguaje de Signos, añade que podría derivarse de un lenguaje que utilizaban las tribus australianas o los monjes trapenses, que utilizaban los signos en los momentos de silencio espiritual. Estableció que la lengua de signos más que ser un lenguaje mímico basado en imitar, es un lenguaje articulado con las manos. En España hay más de un millón de personas sordas, pero todavía no lo tienen fácil para integrarse, debido a la invisibilidad de este colectivo.

## Las cifras de la mano
Esta es la demostración de cómo la sordera no fue una limitación para el arte, en concreto para Goya. El artista se adaptó y creció 

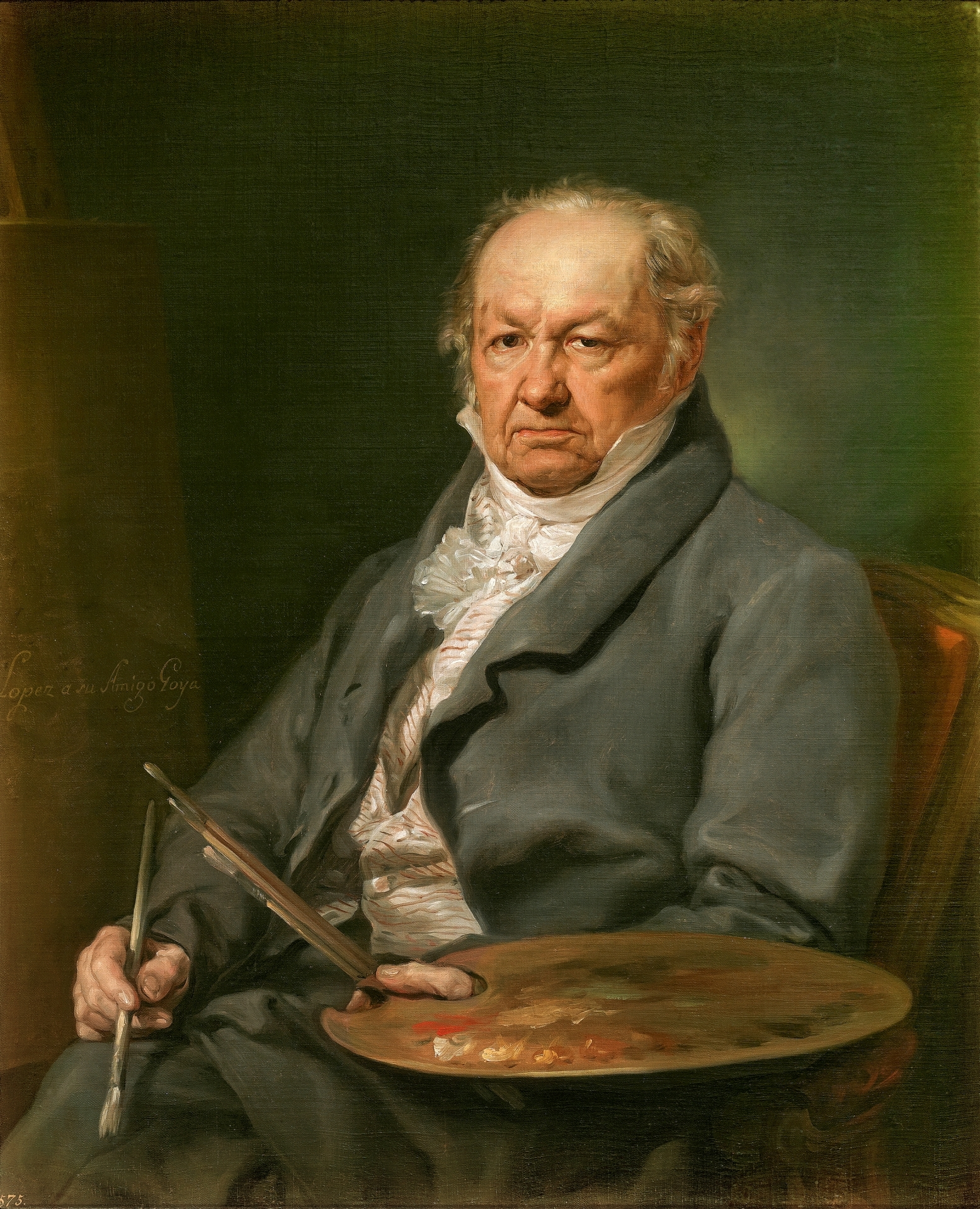
Retrato Francisco de Goya

para plasmar sus deseos en este caso en papel, al tratarse de un grabado. Ya en el Renacimiento, el medio que utilizaban las personas sordas y mudas era el Tratado de Pintura de Leonardo Da Vinci en el que aconsejaba a los pintores cómo expresar sus sentimientos a través de las manos, puesto que al observar el trabajo de un artista sordo comprobó que las ideas mostradas a través de gestos pueden ser igualmente bien comprendidas.
Las Cifras de la Mano representa las veintiuna letras del alfabeto español, sin mostrar la 'k', 'x' y 'z'. La organización de las letras se muestra tal que así: en la primera línea de la 'a' a la 'e', en la segunda línea 'f', 'g', 'ch', 'i', 'l', 'm'; en la tercera de la 'n' a la 's' sin incluir la 'ñ' y en la cuarta 't', 'u', 'y'. En las manos sobre las que se ve dibujado un arco, indica que se están representando letras dobles y por lo tanto la mano se mueve además de expresar el signo.
Está firmado y fechado en la esquina inferior derecha con una leyenda: "Goya en Piedrahita / año 1812". La obra actualmente se encuentra expuesta en el Museo Instituto de Valencia de Don Juan en Madrid. Prácticamente se encuentra oculta en esta institución, ya que no es posible visitarla a no ser que se solicite una cita para investigación o trabajos oficiales.
Las Cifras de la Mano está documentada en los años veinte pero no aparece en ninguno de los principales catálogos de las obras de Goya por lo que es bastante desconocida. Ha permanecido oculta hasta hace poco tiempo y considerada de poca relevancia.

## Historia
La sordera de Francisco de Goya comenzó a sus 46 años como secuela de una enfermedad neurológica que sufrió y la primera noticia que se tiene sobre ello es una carta de Ramón Posada a la Academia Mexicana en la que afirma que se encontró al pintor en su casa completamente sordo. En 1796, Martín Zapater amigo de Goya afirmaba que Goya hablaba con las manos. La prueba definitiva de todo esto fue cuando el pintor es visto en 1808 hablando con su criado por señas. 

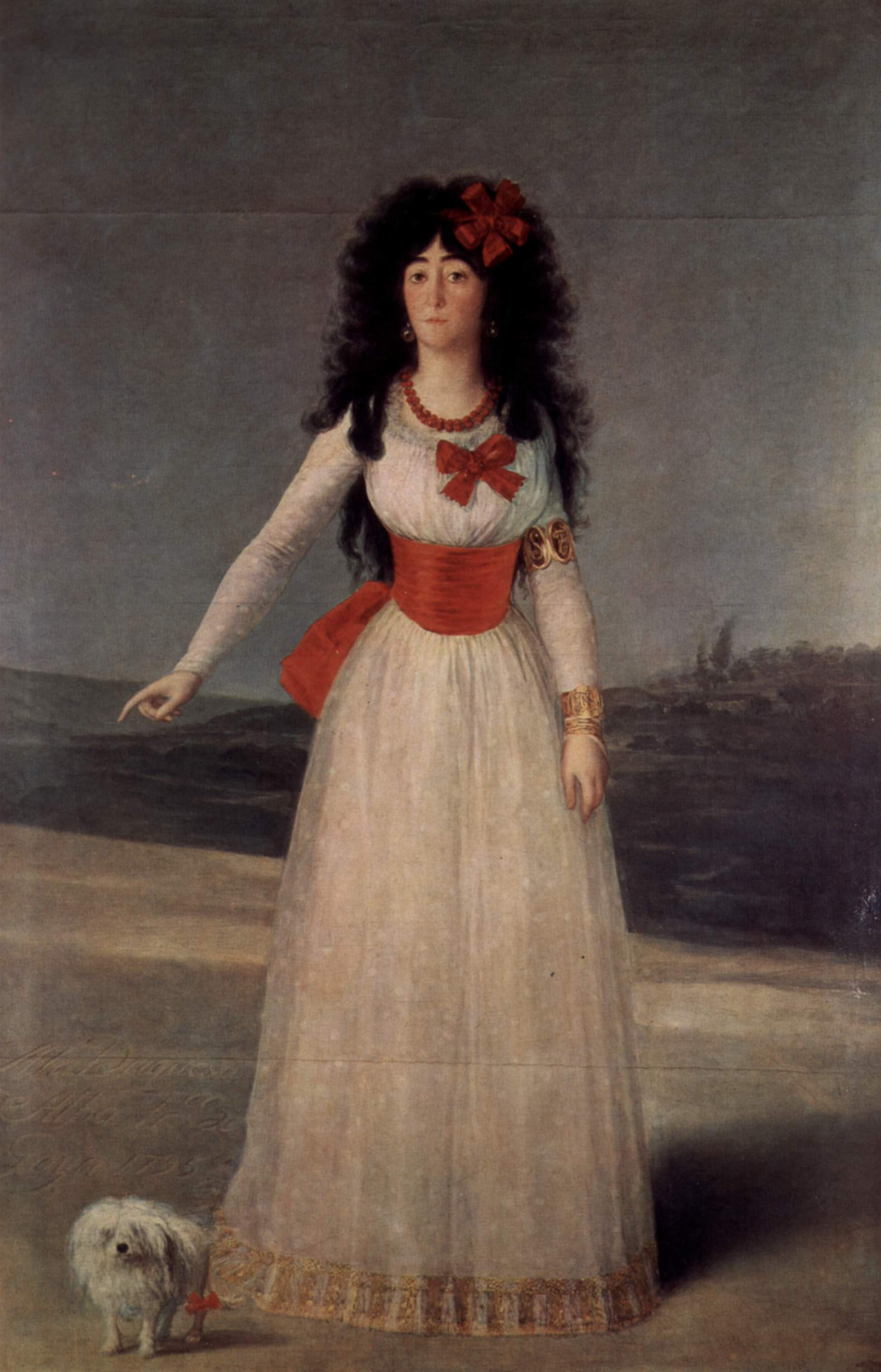
Retrato de la Duquesa de Alba, en el que su mano muestra la letra 'g' del alfabeto

Se cree que fue en 1795 cuando Goya comenzó a utilizar esta lengua. Prueba de esto es el retrato de cuerpo entero de la duquesa Cayetana de Alba. La mano derecha de la duquesa parece señalar a un punto fuera del cuadro y esta configuración de la mano coincide con la letra 'g' del alfabeto representado por Goya en el grabado. Lo que podría interpretarse como la firma de Goya.
En ese mismo año, 1795, Manuel Godoy creó la primera aula para la enseñanza de este colectivo en España, Las Escuelas Pías de Lavapiés, en Madrid a cargo de José Fernández Navarrete de Santa Bárbara. Por lo que Goya podría haber aprendido la lengua de signos a través de Fernández Navarrete, porque existía una amistad entre ellos.En una investigación llevada a cabo por Antonio Gascón y Ramón Ferrerons sobre el origen del alfabeto dactilológico de Juan Pablo Bonet (1620), se toparon con datos referentes al grabado de Goya aunque presenta ciertas diferencias. Según estos expertos Las Cifras de la Mano permite reconstruir la evolución del lenguaje de signos en España. Es un dibujo pedagógico cuyo objetivo era intentar ilustrar el uso del alfabeto manual español para enseñar a comunicarse con las manos. Se desconoce a quién o a quiénes pudo estar dirigido. Una de las aportaciones más importantes de esta obra es que sitúa el rango de espacio en el que se articulan los signos, es decir, entre el cuello y la parte superior del pecho.

## Teorías acerca del origen de Las Cifras de la Mano[1]
Podrían establecerse diversas teorías debido a lo poco que se conoce sobre la obra. En relación con la creación de la Escuela de enseñanza pública por parte de Godoy se pueden establecer varias conclusiones:
- Goya tras quedarse sordo, optó al principio por comunicarse a través de papel. Es probable que al ser amigo de Godoy entrara en contacto con la escuela que éste creó y fuera el motivo que le impulsó a crearla. En la que uno de sus profesores sería Fernández Navarrete. Su parecido con el alfabeto de Juan Pablo Bonet pudo deberse a que el pintor tuviera cierta dificultad     con algunos signos y decidiera sustituirlos o modificarlos por otros más fáciles de llevar a cabo y aprender.
- Al no tener constancia de cuándo fue exactamente la fecha en la que Goya comenzó a utilizar el lenguaje de signos no se puede establecer un orden     en el que saber si la creación de la escuela fue anterior o posterior. Partiendo de la base de que Goya ya conocía el lenguaje antes de la  apertura de la escuela, Godoy pudo haberle encargado una lámina explicativa que funcionara de manera pedagógica en las clases que  allí se impartían. Aunque no se tiene constancia de para quién pudo crear la obra.

En relación a otros acontecimientos sucedidos también puede establecerse alguna suposición relacionada también con la enseñanza:
- Goya tras ver el intento del ministro Melchor Gaspar de Jovellanos por comunicarse con él a través de gestos, llegaría a la conclusión de que  este alfabeto podía ser muy útil de aprender tanto para aquellos que no pueden comunicarse verbalmente como para los oyentes que tienen que  comunicarse con ellos. Y qué mejor manera que ilustrarlos en un papel, para dejar constancia de ellos. Por lo que no se trata de una obra artística sino de una obra pedagógica.

Otro dato importante es el lugar en el que se firma: Piedrahita, el lugar de residencia de su amada la duquesa de Alba. También pudo elaborar este alfabeto ilustrado para que sus amigos y parientes más cercanos pudieran comunicarse con él y comprenderle.

## Conclusión
Esta lámina ha permitido reconstruir la evolución de la lengua de signos en España. Es sorprendente que hasta que una persona no tuvo problemas para comunicarse verbalmente, este colectivo no tuviera una institución educativa propia y sus problemas pasaban desapercibidos, además de ser considerados incapaces de generar conocimiento alguno y luchar contra aquellos que querían imponer métodos de enseñanza completamente orales.
La creación del lenguaje de signos es uno de los grandes hitos en lo que respecta a la comunicación, permitiendo a las personas incapaces de hablar, expresar lo que piensan a través de signos y ser entendidos por el resto de la sociedad.